# Le Lycée de la honte
Le Lycée de la honte (Walking the Halls) est un téléfilm américain réalisé par Doug Campbell, diffusé le 7 janvier 2012 sur Lifetime et en France le 10 mai 2012 et le 4 avril 2015 sur TF1.

## Synopsis
Casey Benson est une lycéenne âgée de dix-huit ans, jolie et intelligente. Le jour de sa rupture avec son petit ami, une de ses camarades l'invite à une soirée dans une boîte de nuit. Elle y rencontre Max, âgé de vingt-huit ans, tombe sous son charme et décide de terminer la soirée avec lui. Elle ne sait pas encore qu'il est le client régulier d'un réseau de prostitution, dirigé par Jack McConnelly. Ce dernier n'est autre que le policier chargé de surveiller l'établissement scolaire au sein duquel il recrute les filles.

## Fiche technique
- Titre original : Walking the Halls
- Réalisation : Doug Campbell
- Scénario : Christine Conradt, Ken Sanders et Doug Campbell
- Photographie : Robert Ballo et Eric Anderson
- Musique : Steve Gurevitch et Michael Burns
- Pays : États-Unis
- Durée : 90 minutes

## Distribution
- Jamie Luner (VF : Gaëlle Savary) : Holly Benson
- Caitlin Thompson (VF : Caroline Victoria) : Casey Benson
- Al Sapienza (VF : Matthieu Buscatto) : Christopher Benson
- Marie Avgeropoulos (VF : Ingrid Donnadieu) : Amber Pierce
- Matthew Alan (VF : Thomas Roditi) : Jack McConnelly
- Arden Cho : Kylie
- Lindsay Taylor : Taylor
- Darlene Vogel : Maggie
- Jason-Shane Scott (VF : Patrick Mancini) : Max
- Patricia Belcher (VF : Julie Carli) : Principal Jenkins